# Puntate di Techetechete' (seconda stagione)
La seconda stagione del programma televisivo italiano di videoframmenti Techetechete', denominata Vista la rivista e composta da 80 puntate, è andata in onda in access prime time su Rai 1 dal 4 giugno al 7 settembre 2013.

## Caratteristiche
La seconda edizione, presentata il 29 maggio 2013, ha una veste grafica rinnovata: la sigla è composta da una serie di cassetti colorati che formano un cubo sormontato da un arcobaleno i quali ogni volta aperti svelano alcuni personaggi dello spettacolo (Totò e Mina, Raffaella Carrà, Adriano Celentano e le gemelle Kessler) mentre il brano musicale, intitolato TecheShake, composto da Eleonora Paterniti, Enzo Campagnoli e Pasquale Panella, rimane invariato. Ciascuna puntata ha un tema corrispondente a una lettera dell'alfabeto, tranne l'ultima settimana di programmazione, dove le puntate si intitolano L'alfabeto del... Quattro trasmissioni sono dedicati a singoli personaggi dello spettacolo: Raffaella Carrà, Mina, Giorgio Gaber e Rosario Fiorello.
Rispetto alla stagione precedente, gli argomenti trattati – sia nell'anteprima che nella puntata – sono introdotte da diversi personaggi famosi – non soltanto del mondo dello spettacolo, ma anche del giornalismo e della politica – attraverso un filmato di repertorio dentro uno schermo televisivo bordato di giallo, arancione e blu. Johnny Charlton interviene ancora come voce fuori campo elencando i personaggi famosi che hanno presentato i filmati come in una passerella finale teatrale, e introducendo l'ultimo personaggio famoso che chiude ogni puntata.
La passerella finale era introdotta nella prima, nona e undicesima puntata da Enrico Viarisio e nella seconda da Oreste Lionello, in un filmato tratto dalla trasmissione del 1980 Palcoscenico, che sarà riutilizzato in tutte le trasmissioni della terza edizione del programma, che avrà per sottotitolo Vive la gente. Nelle puntate successive la passerella è introdotta da Toni Ucci in un filmato tratto dalla trasmissione del 1974 Milleluci. Originariamente la stagione doveva partire il 3 giugno, con la puntata I come Italia, in occasione della Festa della Repubblica ma fu trasmessa il 14 giugno.

## Puntate
| N.            | Messa in onda | Titolo/Tema               | Autore                                | Narratori | Telespettatori | Share  | Fonte  |
| ------------- | ------------- | ------------------------- | ------------------------------------- | --- | -------------- | ------ | ------ |
| 1             | 4 giugno      | N come Notte              | Elisabetta Barduagni, Daniela Cannone | Vittorio Congia, Silvana Pampanini, Jader Jacobelli, Palmiro Togliatti, Ugo Zatterin, Alida Valli, Virna Lisi, Agostina Belli, Giorgio Saviane, Claudia Cardinale                                            | 4 047 000      | 14,94% | [ 3 ]  |
| 2             | 5 giugno      | L come Lussuria           | Tiziana Torti                         | Padre Mariano, Giorgia Moll, Aldo Grasso, Serena Grandi, Gina Lollobrigida, Giovanni Malagodi, Ettore Della Giovanna, Ugo Zatterin, Sylva Koscina, Gianni Granzotto, Bruno Gambarotta                        | 4 057 000      | 14,99% | [ 5 ]  |
| 3             | 6 giugno      | C come Coppie             | Salvo Guercio                         | Marco Ferreri, Gianni Agnelli, Nilde Iotti, Carlo Campanini, Giorgio Almirante, Alberto Giubilo, Liala, Gianfranco Fini, Ugo Zatterin, Pierre Carniti, Sophia Loren                                          | 4 691 000      | 18,14% | [ 6 ]  |
| 4             | 8 giugno      | P come Pubblicità         |                                       | | 3 682 000      | 17,82% | [ 7 ]  |
| 5             | 10 giugno     | S come Sanremo            | Elisabetta Barduagni, Daniela Cannone | Andrea Barbato, Mino Damato, Piero Angela, Bruno Gambarotta, Beniamino Placido, Serena Grandi, Miriam Mafai, Riccardo Bacchelli                                                                              | 4 419 000      | 16,63% | [ 8 ]  |
| 6             | 12 giugno     | T come Tradimento         | Michele Neri                          | Alberto Talegalli, Salvador Dalì e Carlo Mazzarella, Simona Ventura, Sylva Koscina, Liala, Virna Lisi, Tonino Guerra, Luciano Lama, Eugenio Montale, Alberto Arbasino                                        | 4 055 000      | 16,42% | [ 9 ]  |
| 7             | 13 giugno     | R come Raffaella          | Salvo Guercio                         | Franco Zeffirelli, Jacques Sernas, Maria Gabriella di Savoia, Sylva Koscina, Mariolina Sattanino, Anna Salvatore, Elena Fabrizi, Lilli Gruber, Natalia Aspesi                                                | 4 229 000      | 17,70% | [ 11 ] |
| 8             | 14 giugno     | I come Italia             | Giulio Calcinari                      | Francesco Mulè, Laura Efrikian, Ugo Gregoretti, Antonino Zichichi, Tomas Milian, Mario Soldati, Clemente Mimun, Gianni Rodari, Giuliano Gemma, Totò                                                          | 3 813 000      | 16,55% | [ 12 ] |
| 9             | 18 giugno     | C come Camici             | Elisabetta Barduagni, Daniela Cannone | Giorgio Benvenuto, Bianca Maria Piccinino, Arnaldo Bagnasco, Pitigrilli, Primo Levi, Fiordaliso, Monica Guerritore, Mariella Milani, Pupi Avati, Giorgio Strehler                                            | 3 215 000      | 14,20% | [ 13 ] |
| 10            | 21 giugno     | S come Sabato sera        | Francesco Valitutti                   | Indro Montanelli, Carlo Fuscagni, Renato Altissimo, Pier Paolo Pasolini, Ettore Della Giovanna, Alberto Lattuada, Ugo Gregoretti, Lia Zoppelli, Mario Scelba, The Rokes, Giangiacomo Feltrinelli             | 3 433 000      | 16,57% | [ 14 ] |
| 11            | 24 giugno     | B come Bambini            | Grazia De Santis                      | Susanna Tamaro, Emma Danieli, Bruno Vespa, Renzo Palmer, Maddalena Crippa, Primo Carnera, Pier Paolo Pasolini, Alberto La Volpe, Dorina Vaccaroni, Giovanni Spadolini, Italo Calvino                         | 3 750 000      | 15,27% | [ 15 ] |
| 12            | 25 giugno     | A come America            | Elisabetta Barduagni, Daniela Cannone | Furio Colombo, Renato Tagliani, Carlo Mazzarella, Beniamino Placido, Luciano Lama, Rossano Brazzi, Sergio Leone, Goffredo Parise, Barbara Bouchet, Ciriaco De Mita, Rossana Rossanda, Mita Medici            | 3 606 000      | 15,00% | [ 16 ] |
| 13            | 28 giugno     | S come Scuola             | Francesco Valitutti                   | Gianni Rodari, Giacomo Devoto, Giorgio Almirante, Giulietta Masina, Alberto Moravia, Tito Stagno, Giacinto Facchetti, Ugo Gregoretti, Antonino Zichichi, Eugenio Scalfari, Alessandro Cutolo                 | 3 592 000      | 16,07% | [ 17 ] |
| 14            | 29 giugno     | M come Meteo              | Elisabetta Barduagni                  | Mario Riva, Diego Dalla Palma, Warner Bentivegna, Giovanni Malagodi, Carlo Moriondo, Ignazio Silone, Alberto La Volpe, Bruno Vespa, Nicola Cattedra, Francesca Dellera, Edilio Rusconi                       | 3 697 000      | 19,11% | [ 18 ] |
| 15            | 1º luglio     | D come Divine             | Laura Pacelli                         | Nichi Vendola, Alberto Bevilacqua, Mino Damato, Ernesto Calindri, Romano Battaglia, Angese, Silvio Noto, Maria Grazia Buccella                                                                               | 3 848 000      | 16,50% | [ 19 ] |
| 16            | 2 luglio      | Q come Quiz               | Elisabetta Barduagni                  | Natalia Aspesi, Vittorio Feltri, Ugo Zatterin, Eduardo De Filippo, Pietro Longo, Giulio Andreotti, Sylva Koscina, Vincenzo Mollica, Marco Pannella, Antonello Trombadori, Ottavia Piccolo, Silvana Pampanini | 3 492 000      | 15,45% | [ 20 ] |
| 17            | 3 luglio      | S come Sosia              |                                       | | 3 941 000      | 17,51% | [ 21 ] |
| 18            | 4 luglio      | G come Gelosia            | Michele Neri                          | | 3 657 000      | 16,98% | [ 22 ] |
| 19            | 5 luglio      | T come Teledisguidi       | Elisabetta Barduagni, Daniela Cannone | | 3 513 000      | 17,71% | [ 23 ] |
| 20            | 6 luglio      | W come West               | Elisabetta Barduagni, Daniela Cannone | | 2 953 000      | 17,69% | [ 24 ] |
| 21            | 7 luglio      | D come Dialetti           | Grazia De Santis                      | | 3 231 000      | 16,36% | [ 25 ] |
| 22            | 8 luglio      | V come Vacanza            | Matteo Ceccarelli                     | | 4 391 000      | 19,29% | [ 26 ] |
| 23            | 9 luglio      | S come Sesso              | Salvo Guercio                         | | 3 971 000      | 17,64% | [ 27 ] |
| 24            | 10 luglio     | B come Bacio              | Matteo Ceccarelli                     | | 3 869 000      | 17,55% | [ 28 ] |
| 25            | 11 luglio     | B come Barzelletta        | Francesco Valitutti                   | | 4 026 000      | 18,82% | [ 29 ] |
| 26            | 12 luglio     | A come Automobile         | Elisabetta Barduagni, Daniela Cannone | | 3 797 000      | 19,07% | [ 30 ] |
| 27            | 13 luglio     | I come Inghilterra        | Elisabetta Barduagni, Daniela Cannone | | 3 562 000      | 20,47% | [ 31 ] |
| 28            | 14 luglio     | C come Calcio             | Francesco Valitutti                   | | 3 309 000      | 17,91% | [ 32 ] |
| 29            | 15 luglio     | P come Proibito           | Giulio Calcinari                      | | 4 094 000      | 19,32% | [ 33 ] |
| 30            | 16 luglio     | P come Perfidia           | Tiziana Toglia                        | | 3 905 000      | 18,94% | [ 34 ] |
| 31            | 17 luglio     | T come Telefono           | Elisabetta Barduagni                  | | 4 126 000      | 19,47% | [ 35 ] |
| 32            | 18 luglio     | T come Trasporti          |                                       | | 3 896 000      | 18,39% | [ 36 ] |
| 33            | 19 luglio     | F come Favole             | Laura Pacelli                         | | 3 737 000      | 18,50% | [ 37 ] |
| 34            | 20 luglio     | P come Politica           | Matteo Ceccarelli                     | | 3 192 000      | 19,23% | [ 38 ] |
| 35            | 21 luglio     | M come Mondo              |                                       | | 3 192 000      | 17,05% | [ 39 ] |
| 36            | 22 luglio     | T come Tempo              |                                       | | 3 995 000      | 19,11% | [ 40 ] |
| 37            | 23 luglio     | C come Canzonissima       |                                       | | 3 801 000      | 17,82% | [ 41 ] |
| 38            | 24 luglio     | S come Sbronza            |                                       | | 3 863 000      | 18,06% | [ 42 ] |
| 39            | 25 luglio     | L come Lavoro             |                                       | | 3 654 000      | 19,34% | [ 43 ] |
| 40            | 26 luglio     | T come Teledisastri       |                                       | | 3 300 000      | 18,55% | [ 44 ] |
| 41            | 27 luglio     | D come Divise             |                                       | | 2 770 000      | 17,97% | [ 45 ] |
| 42            | 28 luglio     | S come Sciupafemmine      |                                       | | 3 103 000      | 18,88% | [ 46 ] |
| 43            | 29 luglio     | S come Spazio             |                                       | | 3 840 000      | 17,91% | [ 47 ] |
| 44            | 30 luglio     | A come Animali            |                                       | | 3 806 000      | 18,63% | [ 48 ] |
| 45            | 31 luglio     | M come Mistero            |                                       | | 3 620 000      | 18,07% | [ 49 ] |
| 46            | 1º agosto     | C come Cibo               |                                       | | 3 568 000      | 18,11% | [ 50 ] |
| 47            | 2 agosto      | M come Magia              |                                       | | 3 212 000      | 17,68% | [ 51 ] |
| 48            | 3 agosto      | P come Pupazzi            |                                       | | 2 765 000      | 17,80% | [ 52 ] |
| 49            | 4 agosto      | E come Emozioni           |                                       | | 2 828 000      | 17,78% | [ 53 ] |
| 50            | 5 agosto      | S come Sport              |                                       | | 3 636 000      | 19,64% | [ 54 ] |
| 51            | 6 agosto      | B come Ballo              |                                       | | 3 638 000      | 19,87% | [ 55 ] |
| 52            | 7 agosto      | F come Famiglia           |                                       | | 3 489 000      | 19,32% | [ 56 ] |
| 53            | 8 agosto      | M come Mina               |                                       | | 3 598 000      | 19,39% | [ 57 ] |
| 54            | 9 agosto      | R come Ragazzate          |                                       | | 3 392 000      | 19,22% | [ 58 ] |
| 55            | 10 agosto     | M come Malavita           |                                       | | 3 126 000      | 20,92% | [ 59 ] |
| 56            | 11 agosto     | S come Sigle              |                                       | | 2 972 000      | 20,05% | [ 60 ] |
| 57            | 12 agosto     | F come Francia            |                                       | | 3 758 000      | 21,94% | [ 61 ] |
| 58            | 13 agosto     | T come Televisione        |                                       | | 3 544 000      | 21,26% | [ 62 ] |
| 59            | 15 agosto     | O come Orchestra          |                                       | | 2 789 000      | 20,50% | [ 63 ] |
| 60            | 16 agosto     | R come Radio              |                                       | | 3 649 000      | 21,88% | [ 64 ] |
| 61            | 17 agosto     | F come Festival           |                                       | | 3 113 000      | 20,17% | [ 65 ] |
| 62            | 19 agosto     | C come Circo              |                                       | | 4 140 000      | 21,65% | [ 66 ] |
| 63            | 20 agosto     | D come Donna              |                                       | | 3 976 000      | 19,69% | [ 67 ] |
| 64            | 21 agosto     | D come Denaro             |                                       | | 4 084 000      | 21,11% | [ 68 ] |
| 65            | 22 agosto     | R come Romantici          |                                       | | 3 793 000      | 19,71% | [ 69 ] |
| 66            | 23 agosto     | B come Bellissimi         | Luca Martera                          | | 3 649 000      | 19,64% | [ 70 ] |
| 67            | 24 agosto     | N come Nobiltà            |                                       | | 3 175 000      | 18,09% | [ 71 ] |
| 68            | 25 agosto     | G come Gaber              | Elisabetta Barduagni                  | | 3 270 000      | 16,44% | [ 72 ] |
| 69            | 26 agosto     | E come Estetica           |                                       | | 4 328 000      | 19,71% | [ 73 ] |
| 70            | 27 agosto     | U come Unitaditalia       |                                       | | 4 393 000      | 19,53% | [ 74 ] |
| 71            | 28 agosto     | B come Bellissime         | Luca Martera                          | | 3 858 000      | 17,66% | [ 75 ] |
| 72            | 29 agosto     | T come Travestimento      |                                       | | 4 315 000      | 20,03% | [ 76 ] |
| 73            | 30 agosto     | S come Strada             |                                       | | 4 016 000      | 18,87% | [ 77 ] |
| 74            | 31 agosto     | L'alfabeto del video      |                                       | | 3 585 000      | 18,69% | [ 78 ] |
| 75            | 1º settembre  | L'alfabeto dell'eros      |                                       | | 3 949 000      | 18,39% | [ 79 ] |
| 76            | 2 settembre   | L'alfabeto dei sentimenti |                                       | | 4 886 000      | 20,34% | [ 80 ] |
| 77            | 3 settembre   | L'alfabeto del fascino    |                                       | | 4 810 000      | 20,56% | [ 81 ] |
| 78            | 4 settembre   | L'alfabeto dei piaceri    |                                       | | 4 538 000      | 19,92% | [ 82 ] |
| 79            | 5 settembre   | 1 come Fiorello           |                                       | | 4 854 000      | 20,65% | [ 84 ] |
| 80            | 7 settembre   | L'alfabeto internazionale |                                       | | 3 342 000      | 18,00% | [ 85 ] |
| Media Auditel | Media Auditel | Media Auditel             | Media Auditel                         | Media Auditel | 3 737 000      | 18,50% |        |

## Credit tecnico
- Produttore esecutivo: Annamaria Carlucci
- Curatore: Carla Roselli
- Coordinatore produzione: Fabio Olivieri
- Autori: Elisabetta Barduagni, Giulio Calcinari, Daniela Cannone, Matteo Ceccarelli, Grazia De Santis, Salvo Guercio, Luca Martera, Michele Neri, Laura Pacelli, Tiziana Torti, Francesco Valitutti
- Montaggio: Rossella Borthé, Olivia Orlando, Timothy Pagnotta, Lorenzo Sellari
- Progetto grafico: Guido Cosentini

### Puntate
1. ↑   Techetechete' del 04/06/2013 – N come Notte, su Teche Rai. URL consultato il 5 giugno 2013 (archiviato dall'url originale il 26 settembre 2015).
2. ↑   Techetechete' del 05/06/2013 – L come Lussuria, su Teche Rai. URL consultato il 6 giugno 2013 (archiviato dall'url originale il 26 febbraio 2017).
3. ↑   Techetechete' del 06/06/2013 – C come Coppie, su Teche Rai. URL consultato il 7 giugno 2013 (archiviato dall'url originale il 28 maggio 2015).
4. ↑   Techetechete' del 10/06/2013 – S come Sanremo, su Teche Rai. URL consultato il 10 febbraio 2016 (archiviato dall'url originale il 7 settembre 2016).
5. ↑   Techetechete' del 12/06/2013 – T come Tradimento, su Teche Rai. URL consultato il 13 giugno 2013 (archiviato dall'url originale il 12 marzo 2017).
6. ↑   Techetechete' del 13/06/2013 – R come Raffaella, su Teche Rai. URL consultato il 14 giugno 2013 (archiviato dall'url originale il 13 giugno 2017).
7. ↑   Techetechete' del 14/06/2013 – I come Italia, su Teche Rai. URL consultato il 15 giugno 2013 (archiviato dall'url originale il 23 settembre 2017).
8. ↑   Techetechete' del 18/06/2013 – C come Camici, su Teche Rai. URL consultato il 19 giugno 2013 (archiviato dall'url originale il 22 giugno 2017).
9. ↑   Techetechete' del 21/06/2013 – S come Sabato Sera, su Teche Rai. URL consultato il 22 giugno 2013 (archiviato dall'url originale il 29 maggio 2015).
10. ↑   Techetechete' del 24/06/2013 – B come Bambini, su Teche Rai. URL consultato il 25 giugno 2013 (archiviato dall'url originale il 28 febbraio 2017).
11. ↑   Techetechete' del 25/06/2013 – A come America, su Teche Rai. URL consultato il 26 giugno 2013 (archiviato dall'url originale il 28 aprile 2016).
12. ↑   Techetechete' del 28/06/2013 – S come Scuola, su Teche Rai. URL consultato il 29 giugno 2013 (archiviato dall'url originale il 9 maggio 2017).
13. ↑   Techetechete' del 29/06/2013 – M come Meteo, su Teche Rai. URL consultato il 30 giugno 2013 (archiviato dall'url originale il 3 aprile 2023).
14. ↑   Techetechete' del 01/07/2013 – D come Divine, su Teche Rai. URL consultato il 2 luglio 2013 (archiviato dall'url originale il 17 ottobre 2017).
15. ↑   Techetechete' del 02/07/2013 – Q come Quiz, su Teche Rai. URL consultato il 3 luglio 2013 (archiviato dall'url originale il 28 febbraio 2017).
16. ↑   Techetechete' del 04/07/2013 – G come Gelosia, su Teche Rai. URL consultato il 5 luglio 2013 (archiviato dall'url originale il 28 febbraio 2017).
17. ↑   Techetechete' del 05/07/2013 – T come Teledisguidi, su Teche Rai. URL consultato il 6 luglio 2013 (archiviato dall'url originale il 5 marzo 2016).
18. ↑   Techetechete' del 06/07/2013 – W come West, su Teche Rai. URL consultato il 7 luglio 2013 (archiviato dall'url originale il 28 febbraio 2017).
19. ↑   Techetechete' del 07/07/2013 – D come Dialetti, su Teche Rai. URL consultato l'8 luglio 2013 (archiviato dall'url originale il 28 febbraio 2017).
20. ↑   Techetechete' del 08/07/2013 – V come Vacanza, su Teche Rai. URL consultato il 9 luglio 2013 (archiviato dall'url originale il 28 febbraio 2017).
21. ↑   Techetechete' del 09/07/2013 – S come Sesso, su Teche Rai. URL consultato il 10 luglio 2013 (archiviato dall'url originale l'8 agosto 2016).
22. ↑   Techetechete' del 10/07/2013 – B come Bacio, su Teche Rai. URL consultato l'11 luglio 2013 (archiviato dall'url originale il 6 novembre 2016).
23. ↑   Techetechete' del 11/07/2013 – B come Barzelletta, su Teche Rai. URL consultato il 12 luglio 2013 (archiviato dall'url originale l'8 marzo 2016).
24. ↑   Techetechete' del 12/07/2013 – A come Automobile, su Teche Rai. URL consultato il 13 luglio 2013 (archiviato dall'url originale il 28 febbraio 2017).
25. ↑   Techetechete' del 13/07/2013 – I come Inghilterra, su Teche Rai. URL consultato il 14 luglio 2013 (archiviato dall'url originale il 26 ottobre 2016).
26. ↑   Techetechete' del 14/07/2013 – C come Calcio, su Teche Rai. URL consultato il 15 luglio 2013 (archiviato dall'url originale il 28 maggio 2015).
27. ↑   Techetechete' del 15/07/2013 – P come Proibito, su Teche Rai. URL consultato il 16 luglio 2013 (archiviato dall'url originale il 28 febbraio 2017).
28. ↑   Techetechete' del 16/07/2013 – P come Perfidia, su Teche Rai. URL consultato il 17 luglio 2013 (archiviato dall'url originale il 28 febbraio 2017).
29. ↑   Techetechete' del 17/07/2013 – T come Telefono, su Teche Rai. URL consultato il 18 luglio 2013 (archiviato dall'url originale il 28 febbraio 2017).
30. ↑   Techetechete' del 18/07/2013 – T come Trasporti, su Teche Rai. URL consultato il 19 luglio 2013 (archiviato dall'url originale il 1º aprile 2016).
31. ↑   Techetechete' del 19/07/2013 – F come Favole, su Teche Rai. URL consultato il 20 luglio 2013 (archiviato dall'url originale il 7 settembre 2016).
32. ↑   Techetechete' del 20/07/2013 – P come Politica, su Teche Rai. URL consultato il 21 luglio 2013 (archiviato dall'url originale il 10 settembre 2015).
33. ↑   Techetechete' del 23/08/2013 – B come Bellissimi, su Teche Rai. URL consultato il 1º gennaio 2016.
34. ↑   Techetechete' del 25/08/2013 – G come Gaber, su Teche Rai. URL consultato il 2 gennaio 2016.
35. ↑   Techetechete' del 28/08/2013 – B come Bellissime, su Teche Rai. URL consultato il 1º gennaio 2016.

### Riferimenti e annotazioni
1. ↑   Roberto Borghi, Rai 1: "Techetechete" Vista la rivista, su Primaonline, 29 maggio 2013. URL consultato il 30 maggio 2013.
2. ↑  Elencati in ordine di apparizione: la prima voce si riferisce all'introduzione dell'anteprima, la seconda all'introduzione della puntata e l'ultima chiude la puntata.
3. ↑   Ascolti TV | Martedì 4 giugno 2013, su DavideMaggio.it. URL consultato il 5 giugno 2013.
4. ↑  Interviene in apertura e in chiusura di puntata.
5. ↑   Ascolti TV | Mercoledì 5 giugno 2013, su DavideMaggio.it. URL consultato il 6 giugno 2013.
6. ↑   Ascolti TV | Giovedì 6 giugno 2013, su DavideMaggio.it. URL consultato il 7 giugno 2013.
7. ↑   Ascolti TV | Sabato 8 giugno 2013, su DavideMaggio.it. URL consultato il 9 giugno 2013.
8. ↑   Ascolti TV | Lunedì 10 giugno 2013, su DavideMaggio.it. URL consultato l'11 giugno 2013.
9. ↑   Ascolti TV | Mercoledì 12 giugno 2013, su DavideMaggio.it. URL consultato il 13 giugno 2013.
10. 1 2 3 4  Puntate dedicate a personaggi dello spettacolo.
11. ↑   Ascolti TV | Giovedì 13 giugno 2013, su DavideMaggio.it. URL consultato il 14 giugno 2013.
12. ↑   Ascolti TV | Venerdì 14 giugno 2013, su DavideMaggio.it. URL consultato il 15 giugno 2013.
13. ↑   Ascolti TV | Martedì 18 giugno 2013, su DavideMaggio.it. URL consultato il 19 giugno 2013.
14. ↑   Ascolti TV | Venerdì 21 giugno 2013, su DavideMaggio.it. URL consultato il 22 giugno 2013.
15. ↑   Ascolti TV | Lunedì 24 giugno 2013, su DavideMaggio.it. URL consultato il 25 giugno 2013.
16. ↑   Ascolti TV | Martedì 25 giugno 2013, su DavideMaggio.it. URL consultato il 26 giugno 2013.
17. ↑   Ascolti TV | Venerdì 28 giugno 2013, su DavideMaggio.it. URL consultato il 29 giugno 2013.
18. ↑   Ascolti TV | Sabato 29 giugno 2013, su DavideMaggio.it. URL consultato il 30 giugno 2013.
19. ↑   Ascolti TV | Lunedì 1º luglio 2013, su DavideMaggio.it. URL consultato il 2 luglio 2013.
20. ↑   Ascolti TV | Martedì 2 luglio 2013, su DavideMaggio.it. URL consultato il 3 luglio 2013.
21. ↑   Ascolti TV | Mercoledì 3 luglio 2013, su DavideMaggio.it. URL consultato il 4 luglio 2013.
22. ↑   Ascolti TV | Giovedì 4 luglio 2013, su DavideMaggio.it. URL consultato il 5 luglio 2013.
23. ↑   Ascolti TV | Venerdì 5 luglio 2013, su DavideMaggio.it. URL consultato il 6 luglio 2013.
24. ↑   Ascolti TV | Sabato 6 luglio 2013, su DavideMaggio.it. URL consultato il 7 luglio 2013.
25. ↑   Ascolti TV | Domenica 7 luglio 2013, su DavideMaggio.it. URL consultato l'8 luglio 2013.
26. ↑   Ascolti TV | Lunedì 8 luglio 2013, su DavideMaggio.it. URL consultato il 9 luglio 2013.
27. ↑   Ascolti TV | Martedì 9 luglio 2013, su DavideMaggio.it. URL consultato il 10 luglio 2013.
28. ↑   Ascolti TV | Mercoledì 10 luglio 2013, su DavideMaggio.it. URL consultato l'11 luglio 2013.
29. ↑   Ascolti TV | Giovedì 11 luglio 2013, su DavideMaggio.it. URL consultato il 12 luglio 2013.
30. ↑   Ascolti TV | Venerdì 12 luglio 2013, su DavideMaggio.it. URL consultato il 13 luglio 2013.
31. ↑   Ascolti TV | Sabato 13 luglio 2013, su DavideMaggio.it. URL consultato il 14 luglio 2013.
32. ↑   Ascolti TV | Domenica 14 luglio 2013, su DavideMaggio.it. URL consultato il 15 luglio 2013.
33. ↑   Ascolti TV | Lunedì 15 luglio 2013, su DavideMaggio.it. URL consultato il 16 luglio 2013.
34. ↑   Ascolti TV | Martedì 16 luglio 2013, su DavideMaggio.it. URL consultato il 17 luglio 2013.
35. ↑   Ascolti TV | Mercoledì 17 luglio 2013, su DavideMaggio.it. URL consultato il 18 luglio 2013.
36. ↑   Ascolti TV | Giovedì 18 luglio 2013, su DavideMaggio.it. URL consultato il 19 luglio 2013.
37. ↑   Ascolti TV | Venerdì 19 luglio 2013, su DavideMaggio.it. URL consultato il 20 luglio 2013.
38. ↑   Ascolti TV | Sabato 20 luglio 2013, su DavideMaggio.it. URL consultato il 21 luglio 2013.
39. ↑   Ascolti TV | Domenica 21 luglio 2013, su DavideMaggio.it. URL consultato il 22 luglio 2013.
40. ↑   Ascolti TV | Lunedì 22 luglio 2013, su DavideMaggio.it. URL consultato il 23 luglio 2013.
41. ↑   Ascolti TV | Martedì 23 luglio 2013, su DavideMaggio.it. URL consultato il 24 luglio 2013.
42. ↑   Ascolti TV | Mercoledì 24 luglio 2013, su DavideMaggio.it. URL consultato il 25 luglio 2013.
43. ↑   Ascolti TV | Giovedì 25 luglio 2013, su DavideMaggio.it. URL consultato il 26 luglio 2013.
44. ↑   Ascolti TV | Venerdì 26 luglio 2013, su DavideMaggio.it. URL consultato il 27 luglio 2013.
45. ↑   Ascolti TV | Sabato 27 luglio 2013, su DavideMaggio.it. URL consultato il 28 luglio 2013.
46. ↑   Ascolti TV | Domenica 28 luglio 2013, su DavideMaggio.it. URL consultato il 29 luglio 2013.
47. ↑   Ascolti TV | Lunedì 29 luglio 2013, su DavideMaggio.it. URL consultato il 30 luglio 2013.
48. ↑   Ascolti TV | Martedì 30 luglio 2013, su DavideMaggio.it. URL consultato il 31 luglio 2013.
49. ↑   Ascolti TV | Mercoledì 31 luglio 2013, su DavideMaggio.it. URL consultato il 1º agosto 2013.
50. ↑   Ascolti TV | Giovedì 1º agosto 2013, su DavideMaggio.it. URL consultato il 2 agosto 2013.
51. ↑   Ascolti TV | Venerdì 2 agosto 2013, su DavideMaggio.it. URL consultato il 3 agosto 2013.
52. ↑   Ascolti TV | Sabato 3 agosto 2013, su DavideMaggio.it. URL consultato il 4 agosto 2013.
53. ↑   Ascolti TV | Domenica 4 agosto 2013, su DavideMaggio.it. URL consultato il 5 agosto 2013.
54. ↑   Ascolti TV | Lunedì 5 agosto 2013, su DavideMaggio.it. URL consultato il 6 agosto 2013.
55. ↑   Ascolti TV | Martedì 6 agosto 2013, su DavideMaggio.it. URL consultato il 7 agosto 2013.
56. ↑   Ascolti TV | Mercoledì 7 agosto 2013, su DavideMaggio.it. URL consultato l'8 agosto 2013.
57. ↑   Ascolti TV | Giovedì 8 agosto 2013, su DavideMaggio.it. URL consultato il 9 agosto 2013.
58. ↑   Ascolti TV | Venerdì 9 agosto 2013, su DavideMaggio.it. URL consultato il 10 agosto 2013.
59. ↑   Ascolti TV | Sabato 10 agosto 2013, su DavideMaggio.it. URL consultato l'11 agosto 2013.
60. ↑   Ascolti TV | Domenica 11 agosto 2013, su DavideMaggio.it. URL consultato il 12 agosto 2013.
61. ↑   Ascolti TV | Lunedì 12 agosto 2013, su DavideMaggio.it. URL consultato il 13 agosto 2013.
62. ↑   Ascolti TV | Martedì 13 agosto 2013, su DavideMaggio.it. URL consultato il 14 agosto 2013.
63. ↑   Ascolti TV | Giovedì 15 agosto 2013, su DavideMaggio.it. URL consultato il 16 agosto 2013.
64. ↑   Ascolti TV | Venerdì 16 agosto 2013, su DavideMaggio.it. URL consultato il 17 agosto 2013.
65. ↑   Ascolti TV | Sabato 17 agosto 2013, su DavideMaggio.it. URL consultato il 18 agosto 2013.
66. ↑   Ascolti TV | Lunedì 19 agosto 2013, su DavideMaggio.it. URL consultato il 20 agosto 2013.
67. ↑   Ascolti TV | Martedì 20 agosto 2013, su DavideMaggio.it. URL consultato il 21 agosto 2013.
68. ↑   Ascolti TV | Mercoledì 21 agosto 2013, su DavideMaggio.it. URL consultato il 22 agosto 2013.
69. ↑   Ascolti TV | Giovedì 22 agosto 2013, su DavideMaggio.it. URL consultato il 23 agosto 2013.
70. ↑   Ascolti TV | Venerdì 23 agosto 2013, su DavideMaggio.it. URL consultato il 24 agosto 2013.
71. ↑   Ascolti TV | Sabato 24 agosto 2013, su DavideMaggio.it. URL consultato il 25 agosto 2013.
72. ↑   Ascolti TV | Domenica 25 agosto 2013, su DavideMaggio.it. URL consultato il 26 agosto 2013.
73. ↑   Ascolti TV | Lunedì 26 agosto 2013, su DavideMaggio.it. URL consultato il 27 agosto 2013.
74. ↑   Ascolti TV | Martedì 27 agosto 2013, su DavideMaggio.it. URL consultato il 28 agosto 2013.
75. ↑   Ascolti TV | Mercoledì 28 agosto 2013, su DavideMaggio.it. URL consultato il 29 agosto 2013.
76. ↑   Ascolti TV | Giovedì 29 agosto 2013, su DavideMaggio.it. URL consultato il 30 agosto 2013.
77. ↑   Ascolti TV | Venerdì 30 agosto 2013, su DavideMaggio.it. URL consultato il 31 agosto 2013.
78. ↑   Ascolti TV | Sabato 31 agosto 2013, su DavideMaggio.it. URL consultato il 1º settembre 2013.
79. ↑   Ascolti TV | Domenica 1º settembre 2013, su DavideMaggio.it. URL consultato il 2 settembre 2013.
80. ↑   Ascolti TV | Lunedì 2 settembre 2013, su DavideMaggio.it. URL consultato il 3 settembre 2013.
81. ↑   Ascolti TV | Martedì 3 settembre 2013, su DavideMaggio.it. URL consultato il 4 settembre 2013.
82. ↑   Ascolti TV | Mercoledì 4 settembre 2013, su DavideMaggio.it. URL consultato il 5 settembre 2013.
83. ↑   Techetechete' - 1 come Fiorello: questa sera, 5 settembre, omaggio allo showman siciliano, su Il Sussidiario.net, 5 settembre 2013.
84. ↑   Ascolti TV | Giovedì 5 settembre 2013, su DavideMaggio.it. URL consultato il 6 settembre 2013.
85. ↑   Ascolti TV | Sabato 7 settembre 2013, su DavideMaggio.it. URL consultato l'8 settembre 2013.